# Granni
Granni (che in lingua islandese significa: vicino), è una cascata situata nella valle del Þjórsá, contea di Árnessýsla, nella regione del Suðurland, la parte meridionale dell'Islanda.

## Descrizione
Granni è una cascata situata nella Þjórsárdalur, la valle del fiume Þjórsá e posizionata immediatamente a fianco della più celebre Háifoss, la cascata alta, alimentate dallo stesso fiume.
La cascata è situata lungo il corso del fiume Fossá í Þjórsárdal, che si divide in due rami circa 750 metri a monte della cascata. Il corso d'acqua forma un salto di 101 metri per la Granni e di 122 metri per Háifoss. A valle del bacino di caduta delle due cascate, i due rami si riuniscono di nuovo nel fiume Þjórsá.
Entrambe le cascate sono visibili da una piattaforma posta sul lato meridionale del bacino di caduta dell'acqua. In lontananza è visibile anche il vulcano Hekla.

## Etimologia
Le due cascate non hanno avuto una denominazione ufficiale fino all'inizio del XIX secolo.
La parola nágranni o granni in lingua islandese significa vicino, intendendo dire che la cascata Granni è situata vicino all'adiacente Háifoss, con Hái che significa alto, cioè la più alta delle due cascate. Le due cascate infatti sono situate a meno di 250 metri di distanza.